# Mirdza Bendrupe
Mirdza Bendrupe (1910-1995) était une écrivaine et traductrice lettonne,.